# Tavriski
Tavriski (latinsko Tavrisci) so bili keltsko pleme, ki ga je sestavljalo več rodov, ki poimensko niso izpričani (razen Latobikov, Jazov in Varkianov), naseljenih v srednji in vzhodni Sloveniji, na severozahodu Hrvaške ter na jugozahodu Madžarske.
Iz matičnega prostora v Galiji so se skupaj z Boji najverjetneje razselili v dveh valovih: eni čez Alpe v Italijo (tam so bili leta 225 pr. n. št. dokončno poraženi v toskanskem kraju, imenovanem Telmon, zato nekateri menijo, da so se odselili v Panonijo, za kar pa ni trdnih dokazov), drugi pa naj bi prodirali vzdolž Donave do Blatnega jezera. Od tam so se postopno širili proti jugozahodu, zasegli Nauportus (danes Vrhnika, po grškem zgodovinarju Strabu je bil Nauportus naselje Tavriskov), s težnjo zasidrati se v severovzhodni Italiji, kar je – v nadaljevanju – sprožilo rimski odgovor, zgradili so trdnjavo Aquileia (danes Oglej).
Po najstarejšem viru je bilo na ozemlju Tavriskov odkrito bogato nahajališče zlata. Leta 129 pr. n. št. jih je premagal rimski konzul Gaj Sempronij Tuditan. Okoli leta 50 pr. n. št. so v zavezništvu z Boji doživeli hud poraz proti Dačanom pod vodstvom kralja Burebiste. Pokoril jih je Oktavijan v nizu bitk v letih med 35–33 pr. n. št., dokončno pa so bili zlomljeni šele leta 16 pr. n. št.